# Histoire des Sérères du Moyen Âge à nos jours

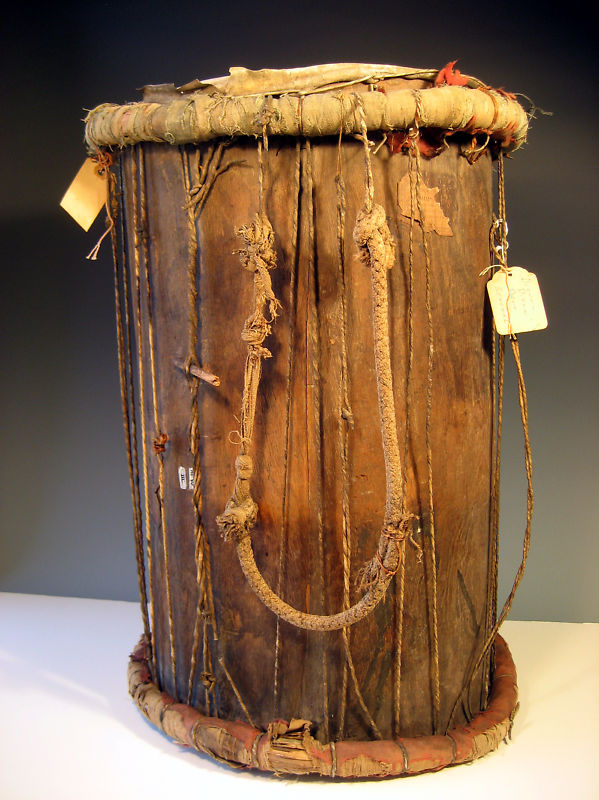
XIXe siècle junjung du Sine.

L'histoire médiévale du peuple Sérère de la Sénégambie est en partie caractérisée par la résistance à l'islamisation du XIe siècle durant le mouvement Almoravide (qui allait plus tard se traduire par la migration des Sérères de Tekrour vers le sud), au mouvement Marabout du XIXe siècle en Sénégambie,, et par la continuation des anciennes dynasties paternelles sérères, mais par la fin de la dynastie maternelle des Wagadou en faveur de la Guelwar au XIVe siècle.

## L'opposition aux Almoravides
Avant le changement de nom du Royaume du Sine au XIVe siècle,, la zone du Sine est peuplée par les Sérères du Royaume de Tekrour, maintenant appelé le Fouta-Toro, ainsi que les autochtones sérères qui y ont résidé pendant des millénaires,,. En tant qu'habitants les plus anciens de la région de Sénégambie à laquelle appartenait Tekrour,, ils ont bâti des civilisations là comme en Mauritanie, remontant à des milliers d'années, mis en place des dynasties royales, politiques et les cadres juridiques ainsi qu'une classe sacerdotale qui a confirmé les affaires religieuses de la région.
Après l'invasion arabe de l'Afrique du Nord, les Berbères du nord ont fait progresser l'islam par le biais du mouvement almoravide, en pénétrant des parties de l'Afrique, de l'Europe et de l'Asie,. En 1030, le roi révolutionnaire War Jabi  - fils de Rabi et père de Leb - arrive au pouvoir soutenu par ses alliés (les Almoravides) du nord, en particulier le clerc Abdullah Ibn Yassin, qu'il a invité pour obtenir des conseils et des orientations, et qui allait plus tard revenir à Tekrour former une alliance avec son fils Leb après la mort de War Jabi en c. 1040,. Leb formera aussi plus tard une force coalisée avec un autre Almoravide Yahya Ibn Ibrahim à qui il enverra une force contingente pour faire avancer la cause almoravides. Selon les historiens tels qu'Ajayi, Crowder, etc., l'emprise des Almoravide sur Tekrour et leur contribution ultime à la chute de l'empire du Ghana n'auraient pu avoir lieu sans l'aide de leurs convertis africains tels que les Toucouleurs et Peuls qui faisaient partie de l'armée almoravide,,. Mahmood (un Peul), qui a déjà été nommé, élu et couronné roi, bien que musulman, n'était pas un orthodoxe et a été détrôné par les révolutionnaires. En 1035 apr. J.-C., le roi War Jabi introduit la conversion de force à l'islam et à la charia, laquelle est sévèrement appliquée par son fils Leb et ses alliés almoravides après sa mort,,,,. En conséquence du nouveau mouvement religieux et de l'application de la charia, les Toucouleurs et les Peuls sont les premiers à se convertir à l'Islam et se joindront également plus tard au mouvement almoravide contre le Ghana,,,,.
Les Sérères résistent à la conversion et s'engagent sur le champ de bataille pour défendre non seulement la religion sérère mais aussi leur propre pouvoir et leur richesse, en particulier la classe Lamanique sérère dont la richesse et la puissance sont proviennent de la lignée lamanique,,,,,,. 
À Saly (c. 1035), les Sérères de Tekrour défont les Almoravides et leur armée alliée africaine, les forçant à chercher refuge en Mauritanie. Quoique victorieux dans les batailles contre l'armée de la coalition musulmane, ils ne peuvent conserver ce statut de vainqueurs face à la progression des forces de la coalition et les Sérères sont finalement vaincus. Après leur défaite, les Sérères de Takrur refusent toujours de se convertir à l'islam et décident d'abandonner Takrur et de rejoindre leurs parents sérères éloignés dans le Sine,,. 
Dans le Sine, les Sérères pratiquent leur religion et la noblesse gouverne sous le titre « Maat » (variantes : Maad ou  Mad également Lamane - synonymes de Maad, rois et dénotant noblesse terrienne). Les Sérères ordinaires vivaient de l'agriculture, de l'élevage, de la construction de bateaux, de la pêche, (ancienne tradition sérère) et du passage des fleuves et des rivières pour les personnes,.
Le djihad qui affecte Tekrour au XIe siècle et contraint à l'exode les Sérères de Tekrour n'affecte que les Sérères qui vivent à Tekrour à l'époque. Il ne s'applique pas à tous les Sérères qui sont très divers et répartis en Sénégambie où ils fondent villes et villages comme en témoignent les noms sérères de ces villes et villages qui demeurent encore aujourd'hui.
« ...les Sérères ont traversé de vastes étendues de territoires au cours de la période précoloniale et je considère toute la région, « la région de Sénégambie », comme leur foyer ainsi que le montre clairement l'histoire de leur migration dans la région  ».
Godfrey Mwakikagile,.

## La mort du chef almoravide
En 1054, Abu Bakr Ibn Omar - l'un des chefs des Almoravides détruit Aoudaghost de l'Empire du Ghana (bon : Wagadou) et après la mort de Yahya Ibn Ibrahim (un autre chef almoravide), réussit à s'emparer de Koumbi Saleh, la capitale de l'empire du Ghana en 1076,. Plus récemment cependant, des savants tels que Hopkins et Levtzion ont souligné le manque évident de preuves pour accompagner une telle spéculation et il a été soutenu au contraire que les Almoravides étaient simplement des instigateurs politiques impliqués dans la disparition du Ghana,. Après l'effacement du Ghana, Abu Bakr Ibn Omar essaye de pénétrer plus profondément dans le Sénégal, cœur du pays sérère. En novembre 1087, le roi Sérère Ama Gôdô Maat, selon la tradition orale, défait Abu Bakr Ibn Omar et il est lui-même tué par une flèche empoisonnée. Dans la tradition Sérère, Ama Gôdô Maat également connu sous le nom « Bur Haman », est un roi sérère, pas un fugitif, « Maat » (ou « Maad » aussi « Mad ») est le titre des vieux rois sereres,,,,,.

## Mansa Jolofing(Roi du Djolof)
Dans la région de Sénégambie, les Sérères divisent les domaines concernés en Lamanats régis par des Lamanes (rois, - les descendants des anciens rois Sérères et la noblesse terrienne),,. Les Sérères qui ont migré à partir de Tekrour pour rejoindre leurs parents éloignés créent un mouvement migratoire vers le sud pour les migrants mandingues. Godfrey Mwakikagile propose une alternative : Soit les Mandingues ont été défaits dans la bataille soit ils ont été intégrés dans la société sérère. Les Sérères ont régné sur le royaume wolof du Djolof. Ils sont au pouvoir au Djolof avant les dynasties Diao (ou Jaw), Ngom, Mengue (ou Mbengue) et Ndiaye (qui sont toutes sérères à l'exception de la dynastie Mengue qui est lébou - Mengue ou Mbengue est un nom de famille lébou). Cependant, ces dirigeants sérères et lébou de Djolof (une région à prédominance wolof) ont été assimilés dans la culture wolof. L'un des rois sérères du Djolof dénommé « Mansa Jolofing » (ou : Jolofing Mansa) ce qui signifie « roi du Djolof » dans la langue mandingue, est un Sérère connu pour sa pratique de l'occultisme sous le règne de Mansa Soundiata Keita du Mali au XIIIe siècle. Lorsque Soundiata Keita envoie ses hommes au Djolof pour acquérir des chevaux avec une caravane chargée d'or, le roi sérère du Djolof aurait pillé la caravane, prit tout l'or ainsi que les chevaux. Cet incident est connu sous le nom « le vol des chevaux ». Ayant constaté ce qui s'est passé, Soundiata Keita a envoyé son cousin, le général Mansa Tiramakhan Traoré - (futur vainqueur du Kaabu) à Djolof afin d'assassiner le roi sérère. La victoire de Mansa Tiramakhan sur le roi du Jolof serait à l'origine de la chanson mandingue Subou créée à l'occasion de leur victoire sur le roi sérère du Djolof,.

## La bataille de Troubang
Les Guelwar sont des parents rejetons de la dynastie maternelle Ñaanco (nyanthio ou Nyanco) du Kaabu, l'actuelle Guinée-Bissau,. Ils quittent le Kaabu à la suite de la bataille de Troubang (parfois orthographié : Turubang) c. 1335,. Ils sont issus d'un mélange de Mandingue, descendants de Mansa Tiramakhan Traore (nombreuses variantes : Tira Makhang Trawally, Tiramanghan Trawally ou Tiramang Traoré, etc.) du Mali et de la noblesse Baïnouk, des patrilignages de Sané et  Mané (ou Sanneh et Manneh en Gambie),. Il s'agit d'une guerre dynastique entre les deux maisons royales maternelle, « Ñaanco » et « Guelwar ». Les Guelwars s'enfuient au Royaume du Sine où l'asile leur est accordé par le Grand Conseil des Lamanes (la noblesse Sérères). Les mariages entre les clans sérères paternels tels que Faye et Diouf avec les femmes Guelwar créent des dynasties sérères paternelles, et une dynastie maternelle Guelvar qui remplace l'ancienne dynastie maternelle Wagadou. Maad a Sinig Maysa Wali Jaxateh Manneh, (de nombreuses variantes dans l'orthographe: Maïssa Wali, Maïssa Wally également connu sous le nom de Maysa Wali Jon ou Maysa Wali Dione) - (qui règne en 1350) est le premier roi Guelwar de Sine après Troubang (1335). Après avoir servi pendant plusieurs années comme conseiller juridique auprès du Grand Conseil des Lamans et s'être intégré dans la culture sérère, il est élu et couronné premier roi Guélowar de Sine en 1350,. Ses sœurs et nièces ont été mariées à des membres de la noblesse sérère et les descendants de ces unions deviennent les rois du Sine et plus tard Saloum (Maad a Sinig et Maad Saloum respectivement),,.

## Ndiadiane Ndiaye
Ndiadiane Ndiaye ou N'Diadian N'Diaye (l'orthographe française au Sénégal, variantes : Njaajan Njie orthographe anglaise en Gambie, ou précisément : Njaajaan Njaay - dans la langue sérère), qui est crédité de la fondation de l'empire du Djolof par le peuple wolof, n'est pas le fils d'Abu Bakr Ibn Omar, mais le fils d'un père sérère et d'une mère Toucouleur. Ndiadiane Ndiaye a été le fondateur du premier royaume wolof et revendiqué par les Wolof comme leur ancêtre. Dans la tradition orale comme chez les spécialistes, les Wolof, Lébous et les Toucouleurs, se réclament d'une ascendance sérère et tous sont liés au peuple Serer.
« Les Toucouleurs [Toucouleur] sont un mélange de Peuls et de Sérères » (William J. Foltz).
La croyance précédemment établie qu'Abou-Bakr (l'almoravide du XIe siècle) était le père de Ndiadiane est à présent écartée. Le nom de famille Ndiaye (aussi : N'Diaye ou Njie Ndiaye") est un nom sérère d'origine,, toutefois aussi bien les Wolof que les Sérère portent ce nom. Mame Kumba Njaay (ou Mame Kumba Ndiaye) est une déesse Sérère dans la religion sérère, religion qui est antérieure à l'Islam et au mouvement almoravide. Ndiadiane règne au XIVe siècle (c. 1360) après la bataille de Troubang en 1335,,. Abou-Bakr meurt en novembre 1087,,. Au moins trois cents ans les séparent. Bien que Fatoumata Sall (un Toucouleur) était sa mère, Abou-Bakr Ibn Omar (l'almoravide du XIe siècle) n'était pas son père. Selon certains, Lamane Baboucarr Ndiaye (ou Boukar Ndiaye - un Sérère vivant en Waalo) était son père. Dans l'épopée de Ndiadiane Ndiaye, les chercheurs notent :
« Il y a des résonances et des conséquences derrière le multilinguisme même des récits originaux [les récits des griots]. Non seulement les artistes utilisent des mots de Sereer [sérère], français, arabe, et Tukulor [toucouleur] incorporés dans le texte de base en wolof, mais ils restituent également dans les sections wolof des textes dont ils indiquent qu'ils ont été tirées de sources sérères. Chaque utilisation a des incidences sur les attitudes sociales, de la légitimité islamique, et son style personnel ».

## Défaite des chasseurs d'esclaves portugais 1446
En 1446, une caravelle portugaise portant le marchand d'esclaves portugais - Nuno Tristão et ses hommes tentent de pénétrer sur le territoire des Sérères afin de mener à bien des captures d'esclaves. Aucun des passagers adultes de cette caravelle ne survit. Tous succombent aux flèches empoisonnées sérères à l'exception de cinq jeunes Portugais (ou moins). À l'un d'eux est laissé la tâche de ramener la caravelle au Portugal. Nuno fait partie des tués,.

## Le mouvement marabout auXIXesiècle
La bataille de Fandane-Thiouthioune également connue comme la « Bataille de Somb » était une guerre de religion (mais aussi en partie motivé par la conquête - « construction d'un empire ») entre le mouvement marabout musulman de la Sénégambie et le peuple sérère du Sine,. Le 18 juillet 1867, le chef des marabouts, Maba Diakhou Bâ lance un djihad dans le Royaume Sérère du Sine, mais est vaincu et tué par les forces de Maad a Sinig Coumba Ndoffène Famak Diouf, le roi du Sine,,. Maba Diakhou, un vieux chef charismatique de la secte Marabout considère la propagation de l'Islam en Sénégambie et la création d'un empire islamique comme relevant de sa mission d'origine divine. Bien qu'il n'ait pas bâti un empire islamique, il réussit à conquérir plusieurs villages au Sénégal et en Gambie et son mouvement est responsable de l'islamisation de nombreux Sénégambiens.

## Les effets de l'Islam
La région de Sénégambie qui comprend le Sénégal et la Gambie sont principalement des pays musulmans, bien qu'il y ait un certain degré de syncrétisme de l'islam avec la religion africaine commune dans de nombreuses régions d'Afrique,,. Le syncrétisme des religions abrahamiques avec le système de croyance indigène n'est pas unique sur le continent africain.
Bien que certains Sérères se sont convertit à l'Islam, l histoire du peuple sérère de la période médiévale au XIXe siècle dans sa résistance à l'islamisation, a créé une division entre les croyants  de l'islam et les non-croyants, tels que les Sérères orthodoxes qui adhèrent à la religion sérère,,. Klein note que :
« Le facteur de division le plus important entre les peuples de la Sénégambie a été l'impact différentiel de l'islam. En cela, les Sérères se distingue comme le seul groupe qui n'a connu aucune conversion ». (Martin A. Klein).
Cette division n'est pas seulement religieuse, mais a aussi une dimension ethnique. Comme récemment convertis à l'islam, les Sérères, indépendamment de leur appartenance religieuse sont l'objet de préjugés en particulier au Sénégal où ils constituent le troisième plus grand groupe ethnique. En tant qu'opposants à l'Islam depuis près d'un millénaire, les sentiments anti-sérères ne sont pas rares,. Toutefois, les pays sérère, en particulier la zone Sine du Sénégal, est connue comme étant un véritable bastion anti-islamique,.
« ... il n'est pas faux de conclure que par delà les arguments théoriques constitutionnels fondés sur le droit moderne, il y a une dimension historique à la crise de décembre 1962 qui contribue à expliquer que certains membres de ce premier gouvernement du Sénégal moderne ne pouvaient accepter l'idée d'être subordonnés à un chef d'État sérère, L.S. Senghor (Léopold Sédar Senghor). En effet, la communauté ethnique de ce président reste l'objet de mépris et de préjugés de la part des communautés dominantes du Sénégal. Pour ce dernier, la conversion à l'Islam est toujours considérée, en quelque sorte, comme un signe de progrès et d'ouverture d'esprit par rapport à ces paysans sérères qui ont longtemps conservé leurs croyances « païennes » et qui ne sont devenus musulmans ou convertis au christianisme que récemment ... ».(M T Rosalie Akouele Abbey).

## Présent
À l'heure actuelle, la population sérère est estimée à plus de 1,8 million d'individus sur la base des chiffres de recensement pour le Sénégal, la Gambie et la Mauritanie (2011) - à l'exclusion des Sérères qui vivent en Occident et ailleurs. Ils sont plus nombreux au Sénégal qu'en Gambie et en Mauritanie. Bien que traditionnellement agriculteurs mais aussi constructeurs de bateaux et propriétaires fonciers, les Sérères se retrouvent dans toutes les principales branches d'activité, que ce soit la politique, la médecine, la littérature, le commerce, le droit, l'agriculture, etc..  La polyculture et la construction de bateaux sont encore pratiquées par certains Sérères. Leur système lamanique de transmission héréditaire de terrains les amène à souvent posséder des terrains de valeur. Récemment, toutefois, la réforme agraire mise en œuvre par le président Abdoulaye Wade a touché de nombreuses communautés agricoles sérère au Sénégal qui ont perdu leurs propriétés.